# Filialkirche St. Georgen im Schauertal

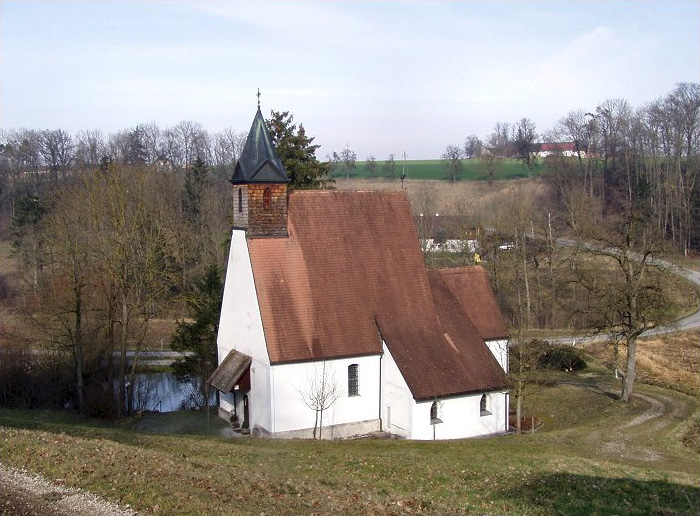
Wallfahrtskirche St. Georgen im Schauertal

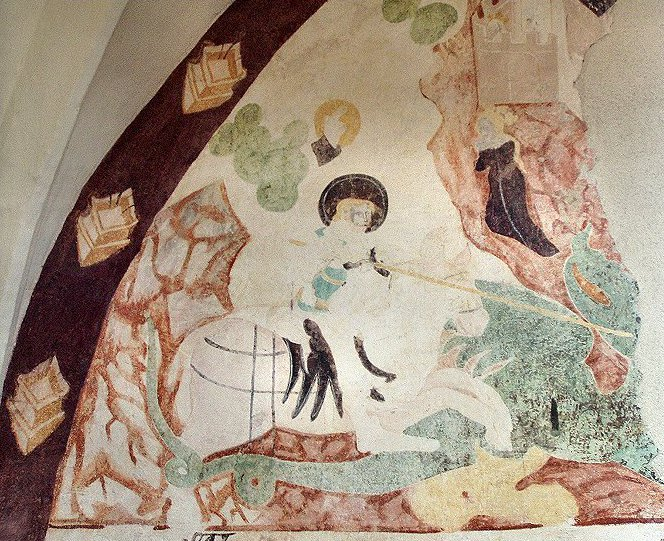
Chor (Nordwand): Hl. Georg im Drachenkampf

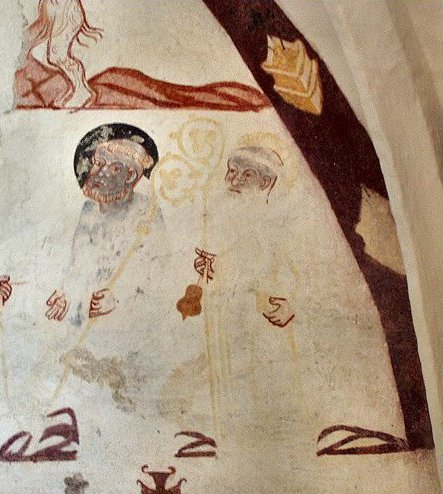
Chor (Ostwand): Hl. Leonhard und hl. Antonius

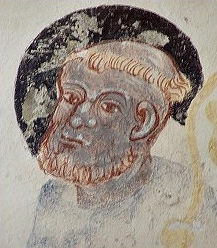
Das Gesicht des hl. Leonhard ist stilistisch am feinsten ausgeführt.

Die Filialkirche St. Georgen im Schauertal als Wallfahrtskirche steht im Ort Forstberg in der Gemeinde Fischlham in Oberösterreich im Bezirk Wels-Land. Die römisch-katholische Filialkirche hl. Georg der Pfarrkirche Fischlham gehört zum Dekanat Pettenbach in der Diözese Linz. Die Kirche steht unter Denkmalschutz (Listeneintrag).

## Geographie
Die Kirche liegt an einem kleinen Teich, in den mehrere Quellen fließen. Eine Quelle liefert das Wasser für das „Brünndl“, dem die Bevölkerung früher Heilkraft zuschrieb.

## Geschichte
Die Vorgeschichte der Kirche liegt im Dunkeln, da sie als Eigenkirche im Besitz eines Adeligen war und somit ursprünglich nicht einem Pfarrnetz eingegliedert war. Die erste urkundliche Erwähnung erfolgt im Jahr 1414. Der älteste heute noch erhaltene Teil der Kirche ist das Chorgewölbe aus dem 14. Jahrhundert. Die umfangreichen, aufwändig restaurierten Seccomalereien aus dem Jahr 1390 weisen auf die Bedeutung hin, die die Kirche als mittelalterliche Wallfahrtskirche hatte. Die Kirche erhielt im 17., 18. und 19. Jahrhundert umfangreiche Renovierungen und Ausstattungen.

## Name
Die Wallfahrtskirche ist dem hl. Georg geweiht, der im Mittelalter aufgrund seines Heldenmutes im Kampf gegen das Böse Verehrung erfuhr. Der Name Schauertal weist auf die beiden benachbarten Bauernhöfe hin, die im 15. Jahrhundert den Namen „Schaur im Tal“ trugen.

## Architektur
Die einschiffige ursprünglich gotische Kirche wurde 1730, 1746 und 1878 verändert. Das Satteldach trägt im Westen einen Dachreiter. Das Langhaus hat eine Flachdecke. Der eingezogene niedrigere kreuzrippengewölbte Chor ist quadratisch.
Die mittelalterliche Wand- und Deckenmalerei ist als Seccomalerei ausgeführt. Von 1993 bis 1996 erfolgte ihre Freilegung und Sicherung. Inhaltlich sind die Fresken den Vierzehn Nothelfern gewidmet. Der Kirchenpatron ist im Chor an der Nordwand im Fresko Der hl. Georg im Drachenkampf zu sehen. Die Darstellung zeigt den Heiligen im Kampf mit dem Drachen, der von der knienden Königstochter beobachtet wird. Der Gürtel der Prinzessin ist im Fresko als dünne Linie, die von ihren Armen zum Drachenhals führt, zu erkennen. An der östlichen Chorwand sind der hl. Leonhard und der hl. Antonius dargestellt. Beiden Heiligen wurde im ländlichen Raum als Schutzheilige der bäuerlichen Nutztiere eine besondere Verehrung zuteil. Kopf und Gesicht des hl. Leonhard sind die besterhaltenen Teile der Fresken.

## Ausstattung
Der Hochaltar wurde im Jahr 1715 geschaffen und wurde 1995 als ehemaliger Seitenaltar der Pfarrkirche Fischlham hierher übertragen. Das Altarbild (um 1700) zeigt den hl. Georg beim Kampf mit dem Drachen. Das Bild stammt aus dem abgebrochenen Barockaltar, der sich bis 1878 in der Kirche befand. Die Seitenaltäre baute um 1658 bis 1661 Sebastian Gründler und wurden stark erneuert. Auf dem rechten Seitenaltar ist eine gotische Sitzfigur hl. Petrus aus dem Ende des 14. Jahrhunderts.